# 24140 Evanmirts
24140 Evanmirts è un asteroide della fascia principale. Scoperto nel 1999, presenta un'orbita caratterizzata da un semiasse maggiore pari a 2,2194540 UA e da un'eccentricità di 0,1779798, inclinata di 7,18375° rispetto all'eclittica.